# Alan Fox
Alan Fox (* 23. Januar 1920 in London; † 26. Juni 2002) war ein britischer Industrial Relations-Experte und Industriesoziologe.

## Leben
Fox wuchs im Londoner Eastend auf und arbeitete ab dem 14. Lebensjahr in einer Filmkamerafabrik. Während des Krieges wurde er bei der Luftwaffe als Fotograf eingesetzt.
Nach dem Krieg wurde er vom Ruskin College in Oxford zum Studium zugelassen, wo er mit einem Diplom in öffentlicher Verwaltung abschloss. Danach folgte ein Studium am Exeter College, das er mit dem für Oxford charakteristischen Abschluss für Politik, Philosophie und Ökonomie (PPE) beendete. Als wissenschaftlicher Forschungsassistent (Research Fellow) begann er seine Karriere am Nuffield College, das ihn zum Faculty Fellow machte. 1963 ernannte ihn die Oxforder Universität zum Dozenten (Senior Lecturer) für Industrial Relations im Department of Social and Administrative Studies.

## Werk
Fox verstand sich als Soziologe, der die Management-Worker Relations (Industrielle Beziehungen) aus dem Blickwinkel der Pluralität und Konfliktualität der Interessen betrachtete. Eine seiner wichtigsten Veröffentlichungen – Beyond Contract: Work, Power and Trust Relations (1974) – steht in der Tradition der Durkheim Schule. Hierin unterscheidet er Labour-Management Systems nach den analytischen Kategorien von „low-trust“- und „high-trust“-Beziehungen zwischen den Akteuren, die sowohl auf individuelle Unternehmensorganisationen wie auf nationale Systeme industrieller Beziehungen anwendbar seien.
Zusammen mit Hugh Armstrong Clegg, Allan Flanders und anderen gehörte er zu der einflussreichen Oxford School of Industrial Relations am Nuffield College, die als linksliberale Pluralisten in den 1960er Jahren eine zentrale Rolle in der Reformpolitik der britischen Labour-Regierungen zur Um- und Neugestaltung der industriellen Beziehungen spielten. Unter anderem war Fox Industrial Relations Adviser in der von der Regierung Harold Wilsons eingerichteten einkommenspolitischen Institution National Prices and Incomes Board (1965–1971) und Verfasser einer Expertise – Industrial Relations and Industrial Sociology (Research Paper, 1966) – für die Royal Commission on Trade Unions and Employers' Associations (1965–68). In späteren Jahren näherte sich Fox radikaleren Positionen an und kritisierte den Pluralismus, weil er die Macht- und Besitzverhältnisse in der Gesellschaft unangetastet ließ.

## Schriften
- Industrial Relations and Industrial Sociology. (Research Paper), HMSO, London 1966.
- A Sociology of Work in Industry. Collier-Macmillan, London 1971.
- Industrial Relations: A Social Critique of Pluralist Ideology. In: John Child (Hrsg.): Man and Organization. Allan & Unwin, London 1973, S. 185–233.
- Beyond Contract: Work, Power and Trust Relations. Faber and Faber, London 1974.
- History and Heritage: The Social Origins Of Britain's Industrial Relations System. Allan & Unwin, London 1985.
- Man Mismanagement. Hutchinson, London 1985.
- A Very Late Development: An Autobiography. Rowe, Chippenham 1990.